# Dongtou
Der Stadtbezirk Dongtou (chinesisch 洞头区; Pinyin: Dòngtóu Qū) ist ein Stadtbezirk der bezirksfreien Stadt Wenzhou in der chinesischen Provinz Zhejiang. Er hat eine Fläche von 141 km² und zählt 107.027 Einwohner (Stand: Zensus 2020). Sein Hauptort ist die Großgemeinde Bei'ao (北岙镇).

## Administrative Gliederung
Auf Gemeindeebene setzt sich der Kreis aus drei Großgemeinden und drei Gemeinden zusammen. Diese sind
- Großgemeinde Bei'ao 北岙镇
- Großgemeinde Damen 大门镇
- Großgemeinde Dongping 东屏镇

- Gemeinde Yuanjue 元觉乡
- Gemeinde Niyu 霓屿乡
- Gemeinde Luyi 鹿西乡